# Oleksandr Zúbarev
Oleksandr Zúbarev (en ucraïnès: Олександр Зубарев; nascut el 17 de desembre de 1979), és un jugador d'escacs ucraïnès, que té el títol de Gran Mestre des de 2002.
A la llista d'Elo de la FIDE del desembre de 2021, hi tenia un Elo de 2372 punts, cosa que en feia el jugador número 102 (en actiu) d'Ucraïna. El seu màxim Elo va ser de 2608 punts, a la llista de setembre de 2011 (posició 201 al rànquing mundial).

## Resultats destacats en competició
El 2002 va guanyar el Memorial Akiba Rubinstein.
El 2008 empatà als llocs 4t–8è amb Tamaz Guelaixvili, Anton Filippov, Constantin Lupulescu i Nidjat Mamedov a l'obert Romgaz a Bucarest.
El 2010 fou primer a Ambès i va guanyar la 6a edició de la Copa Anatoly Ermak a Zaporizhia. El mateix any empatà als llocs 1r–3r amb Dmitri Svetuşkin i Iuri Krivorutxko a Paleókhora.
El 2011 empatà als llocs 1r–2n amb Sergey Kasparov a Bad Woerishofen.